# Kasteel Marquette
Kasteel Marquette in Heemskerk is gebouwd op de grondvesten van het oude rondeel Slot te Heemskerck.

## Slot Heemskerk

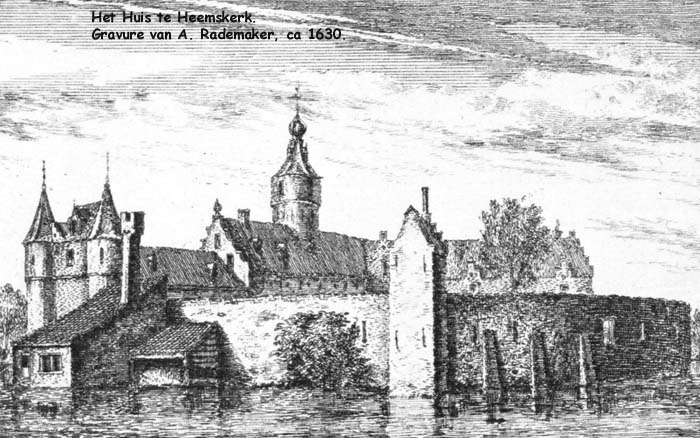
Gravure van het kasteel omstreeks 1630

Het Huis tot Heemskerk stamt uit de periode rond 1250. Het rondeel maakte deel uit van een lange keten van kastelen ter verdediging tijdens de West-Friese Oorlogen. Het werd bewoond door de Heren van Heemskerk, die bestuur en rechtspraak uitoefenden in het ambacht Heemskerk en Castricum.
De Heren van Heemskerk raakten regelmatig in conflict met naburige Heren en met de boerenbevolking. In 1358 werd het Slot Heemskerk belegerd door Dirk van Polanen. Na elf weken moest Wouter van Heemskerk capituleren. In 1380 kreeg de familie het slot terug, maar zonder de heerlijke rechten. In 1426 werd het slot geplunderd door Kennemer boeren onder leiding van Willem Nagel. Later in de 15e eeuw kwam het goed in bezit van de Heren van Assendelft.

## Kasteel Marquette
In 1610 verkocht Karel van Arenberg het kasteel aan Daniël de Hertaing, heer van Marquette-en-Ostrevant, die gehuwd was met Eleonora de Hennin, de zuster van wijlen de Graaf van Bossu. Hij kreeg toestemming de naam Marquette aan het bezit te geven.
Van 1717 tot 1909 was het huis in het bezit van de familie Rendorp, waarna het door huwelijk in 1855 overging naar de familie Gevers die het tot 1980 bezat. Zij zouden dit onderkomen alleen als buitenhuis gebruiken. Tussen 1730 en 1760 werd het kasteel volledig verbouwd en kreeg het een 18e-eeuwse uitstraling.

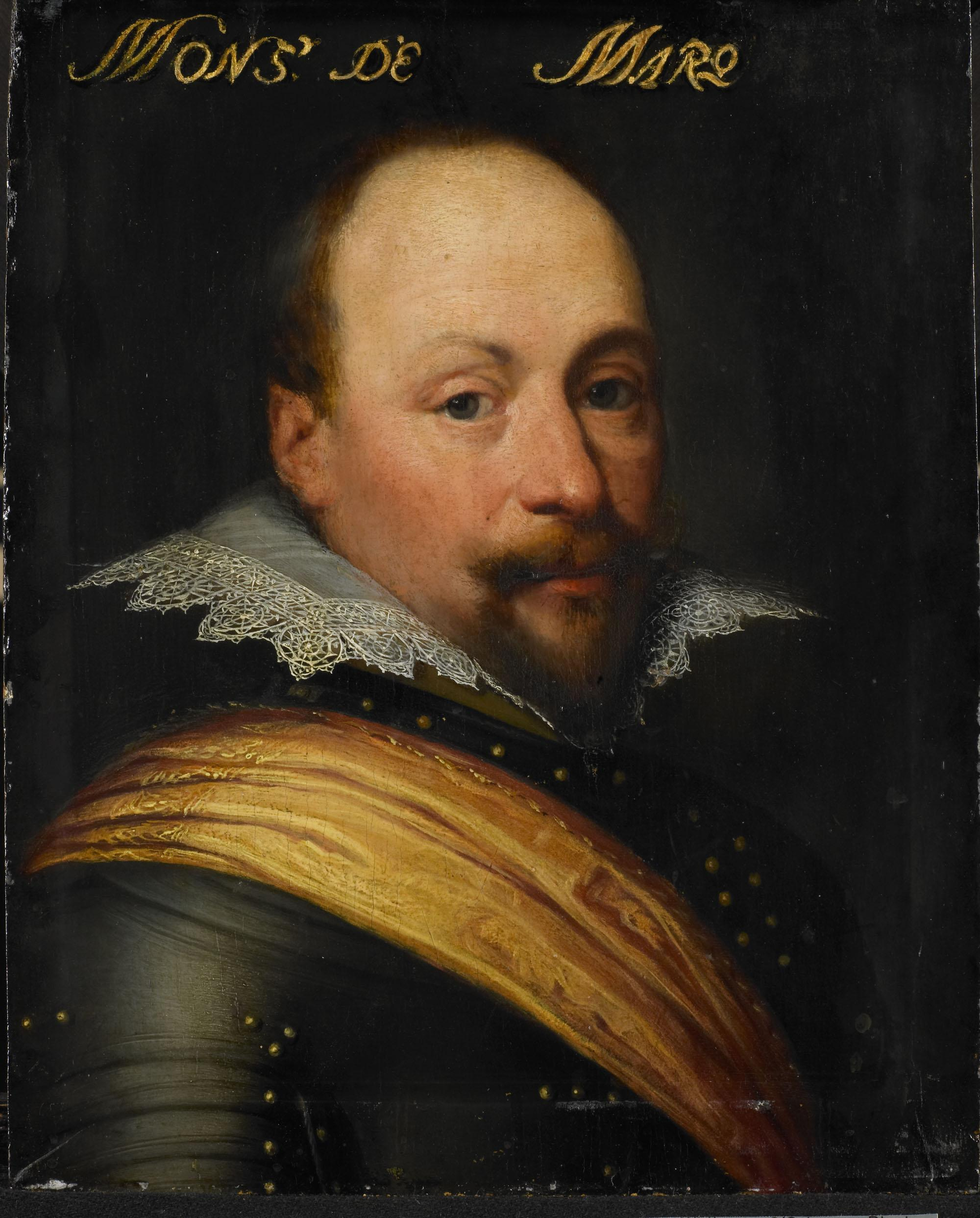
Daniel d'Hertaing
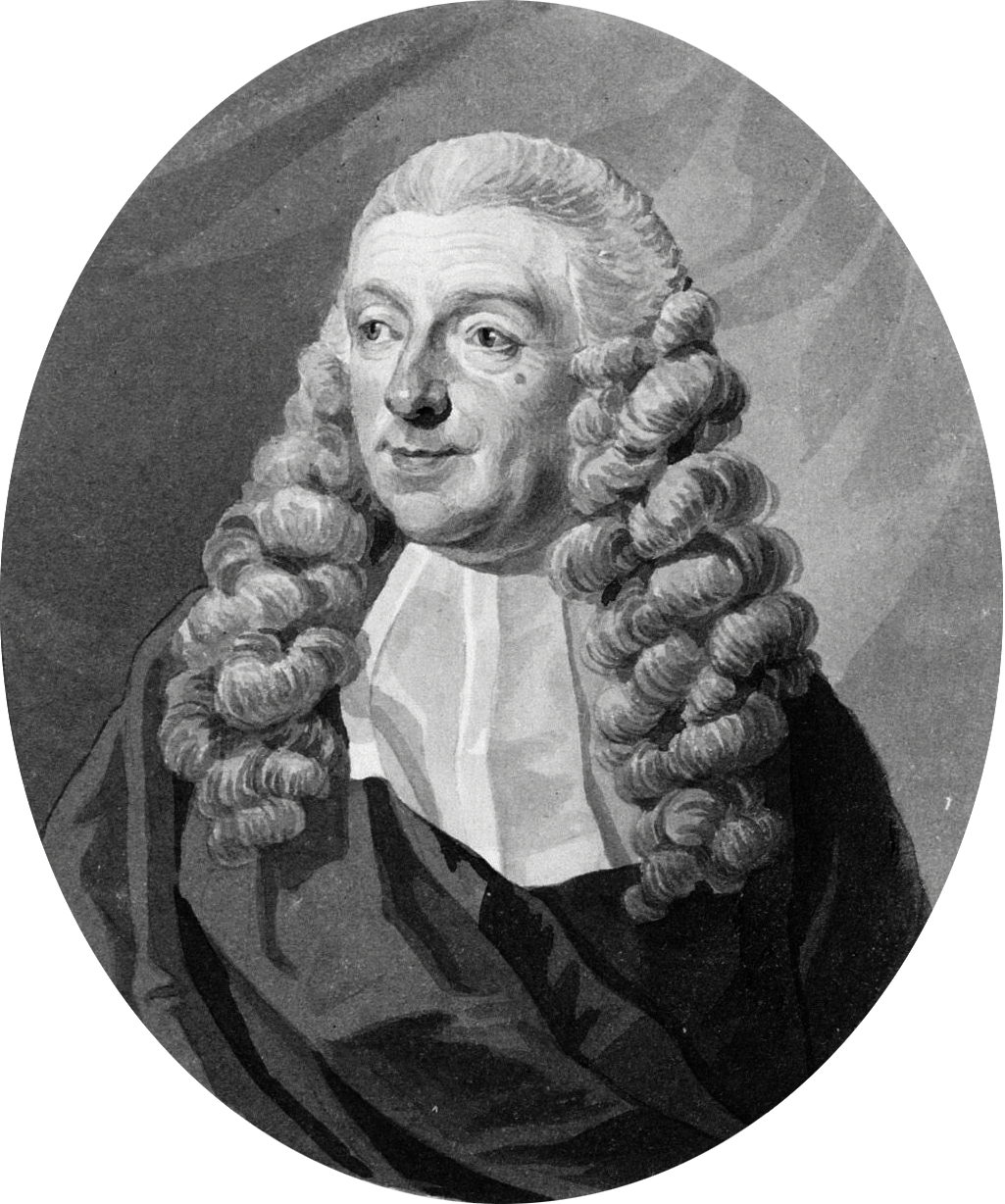
Joachim Rendorp was de eigenaar gedurende de tweede helft van de 18e eeuw.

In de loop der tijd onderging het slot door afbreken en aanbouwen door de verschillende eigenaren de nodige gedaanteverwisselingen. In 1742, volgens de datum boven de voordeur, en 1828 werd het kasteel ingrijpend veranderd en kreeg het zijn huidige gedaante.
Een groot deel van het bijzondere interieur van Slot Assumburg is eind 19e eeuw overgebracht naar Marquette. In de Tweede Wereldoorlog werd kasteel Marquette door de Duitse bezetting gebruikt als weerstation. Het kasteel werd een paar keer beschoten door de geallieerden, waarbij het dak van het kasteel flink beschadigd werd. De laatste eigenaar, jhr. Gevers van Marquette, droeg het landgoed in 1980 over aan het Noordhollandse waterleidingbedrijf PWN. Daarna werd het gerestaureerd en geschikt gemaakt als conferentieoord. In deze periode werd op het landgoed ook een hotel gebouwd. Daarna is het kasteel door diverse eigenaren nog ingrijpend gerestaureerd om verder verval van het kasteel en het landgoed tegen te gaan.